# コクリア・ロゼア
コクリア・ロゼア（Kocuria rosea）は放線菌門放線菌綱放線菌目マイクロコッカス科コクリア属の種の一つであり、グラム陽性の真正細菌である。カタラーゼ陽性およびオキシダーゼ陽性で、球菌の形状をしており、25〜37 °Cで最もよく成長する偏性好気性菌である。 K. roseaは、免疫力が低下している人間に対して尿路感染症を引き起こす。

## 代謝
K. roseaは、マラカイトグリーン、アゾ染料、トリフェニルメタン、およびその他の工業用染料を生分解できる。これは、通常であれば自然に分解されるのに著しく長い時間を要するであろう染料を分解する潜在的な手段として関心を持たれている。また、ケラチンを加水分解するケラチナーゼを産生する能力があり、ケラチンを生分解できることもしられている。